# Mölln
Mölln er en by i det nordlige Tyskland, beliggende under Kreis Herzogtum Lauenburg i delstaten Slesvig-Holsten. Byen, der ligger cirka 30 km syd for Lübeck ved Alte Salzstraße i området Naturpark Lauenburgische Seen, har et areal på 25,05 km² og 18.642 indbyggere (31. december 2006)[kilde mangler]. Mölln er administrationsby for Amt Breitenfelde
Sagnet siger, at den kendte spasmager Till Eulenspiegel blev begravet i byen 1350 hvor han derfor har fået sin egen statue.

## Historie
Indbyggertallet var 1.684 indbyggere i 1810, i 1840 2.663 indbyggere, i 1845 2.730 indbyggere, i 1855 3.322 indbyggere og i 1860 3.430 indbyggere.